# Písnický parní mlýn
Písnický parní mlýn (Automatický válcový mlýn Emila Klegra) je bývalý mlýn v Praze, který stojí v centru v ulici Putimská u Písnického potoka pod Obecním rybníkem.

## Historie
Parní mlýn byl zřízen roku 1910 Emilem Klégrem. Jeho syn Emil jej převzal roku 1936 a pronajal jej Vratislavu Čechovi. V listopadu 1941 mlýn ukončil provoz; žádost o jeho obnovení byla 25. května 1948 zamítnuta.

## Popis
Zděný, secesní, vícepodlažní objekt má mlýnici součástí dispozice domu. Parní stroj se nedochoval.